# Lorcheln
Die Lorcheln (Helvella) sind eine Pilzgattung aus der Familie der Lorchelverwandten (Helvellaceae).
Die Typusart ist die Herbst-Lorchel (Helvella crispa, Syn. Helvella mitra).

## Merkmale

### Makroskopische Merkmale
Die dünnfleischigen, meist brüchigen Fruchtkörper der Lorcheln sind relativ große Apothecien, die in Hut und Stiel gegliedert sind. Der Kopfteil besitzt eine fertile Fruchtschicht und eine sterile Außenseite, die Form des Kopfes kann becherförmig, sattelförmig oder herabgeschlagen sein. Der gerippte oder ungerippte Stiel ist hohl und geht zylindrisch bis konisch in den Kopfteil über. Die Fruchtkörper sind weiß-grau bis braun-schwarz gefärbt.

### Mikroskopische Merkmale
Die mit Jod nicht blauenden Schläuche enthalten jeweils 8 elliptische Sporen, die mit einem großen und teilweise mehreren kleineren Tropfen gefüllt sind.

## Ökologie
Die Echten Lorcheln (Gattung Helvella) bilden Ektomykorrhizen aus, gehen also mit Gefäßpflanzen eine Symbiose ein.

## Arten
Die Gattung enthält weltweit etwa 40 Arten. Einige Arten werden von manchen Autoren auch in eigene Gattungen gestellt. In Europa kommen folgende Arten vor bzw. sind dort zu erwarten:

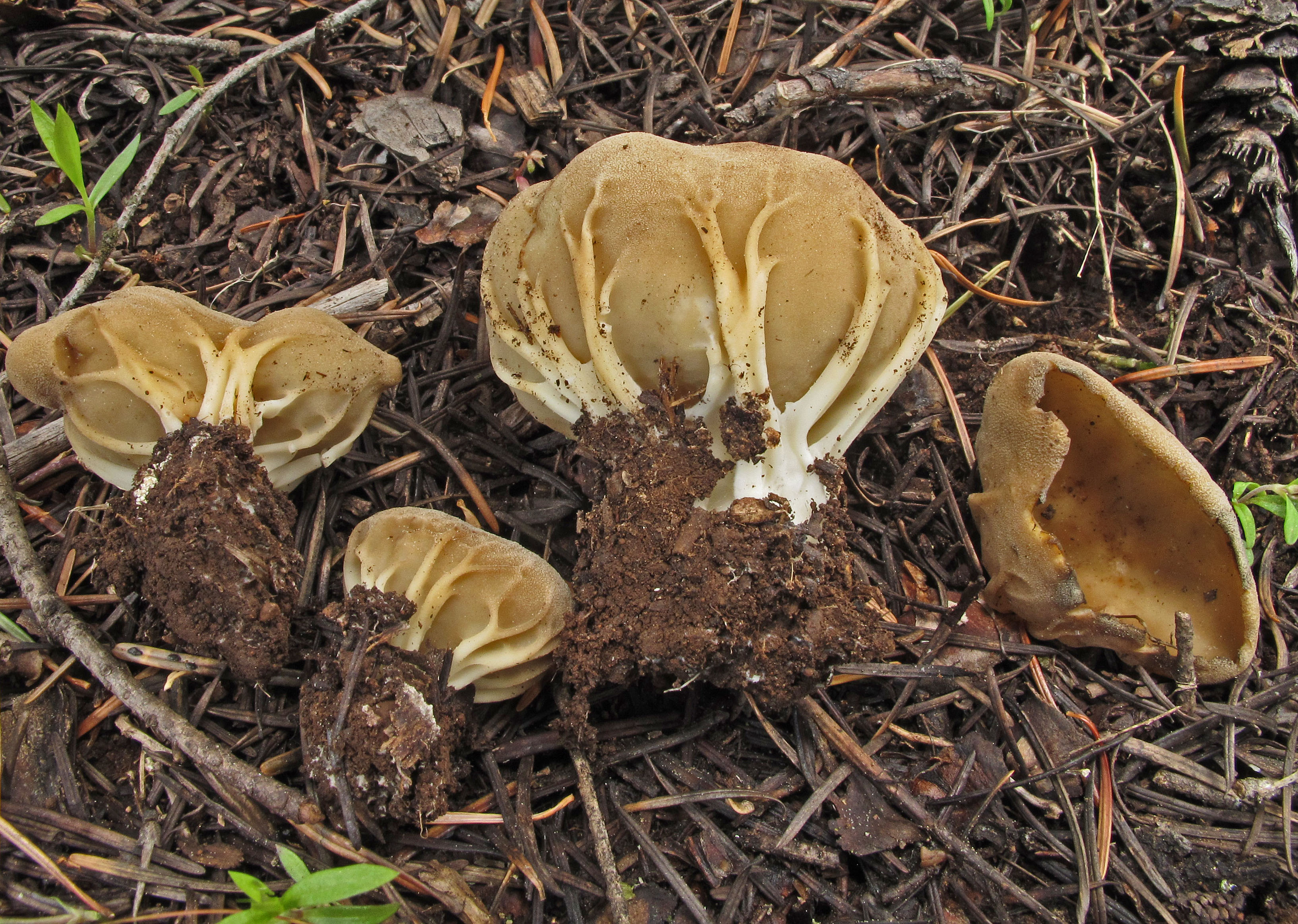
Hochgerippte Becher-Lorchel Helvella acetabulum
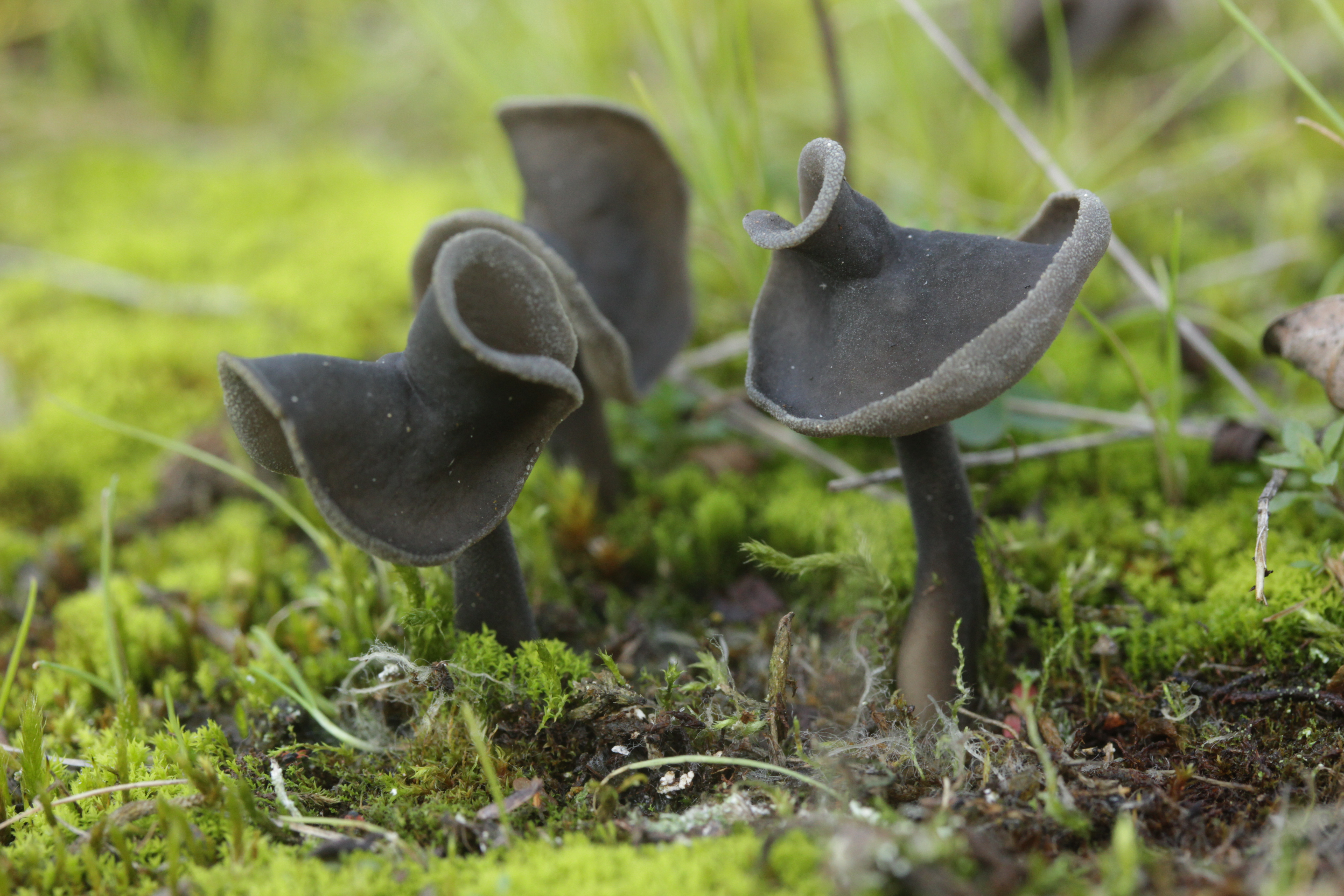
Schwarze Lorchel Helvella atra
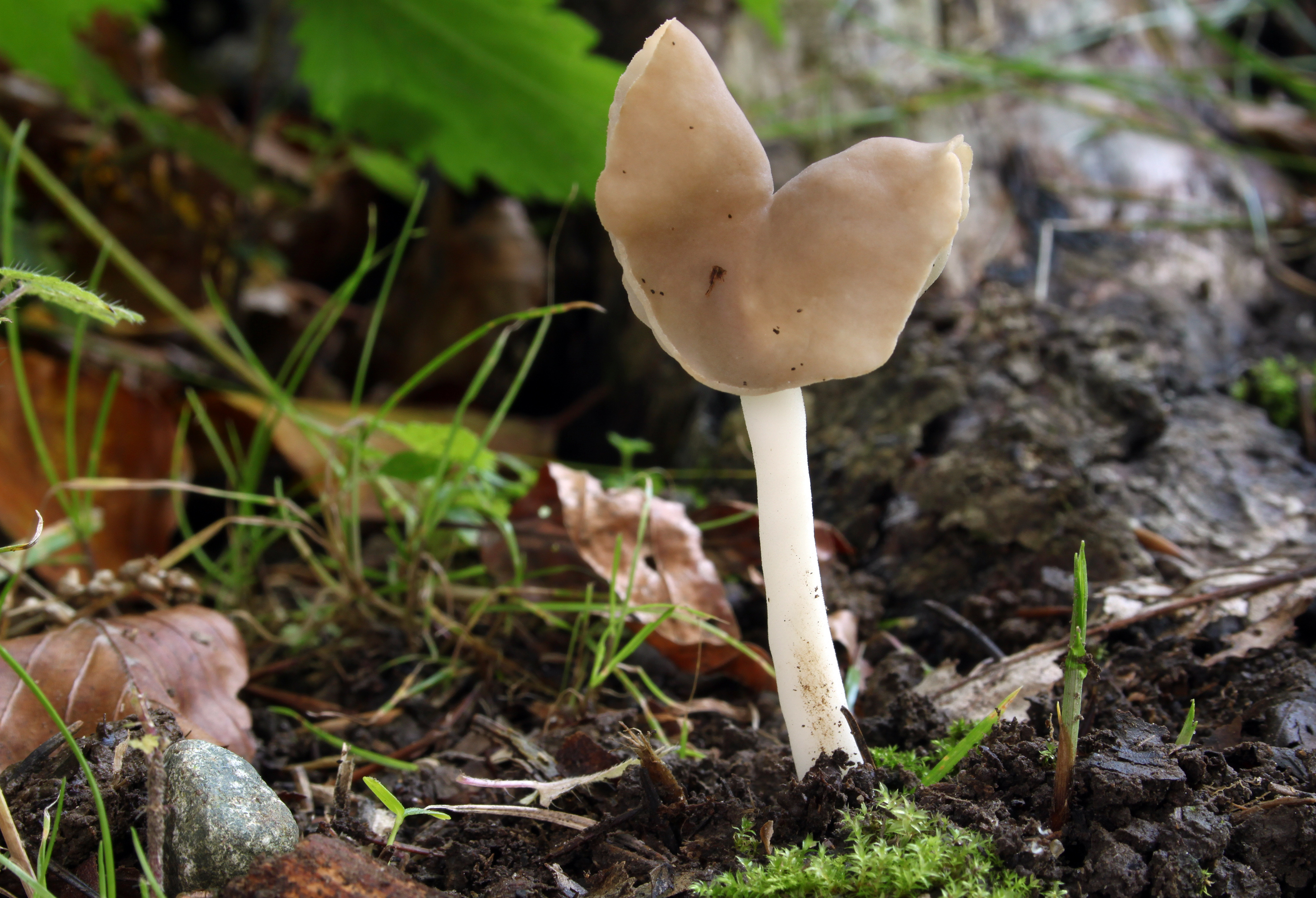
Sattel-Lorchel Helvella ephippium
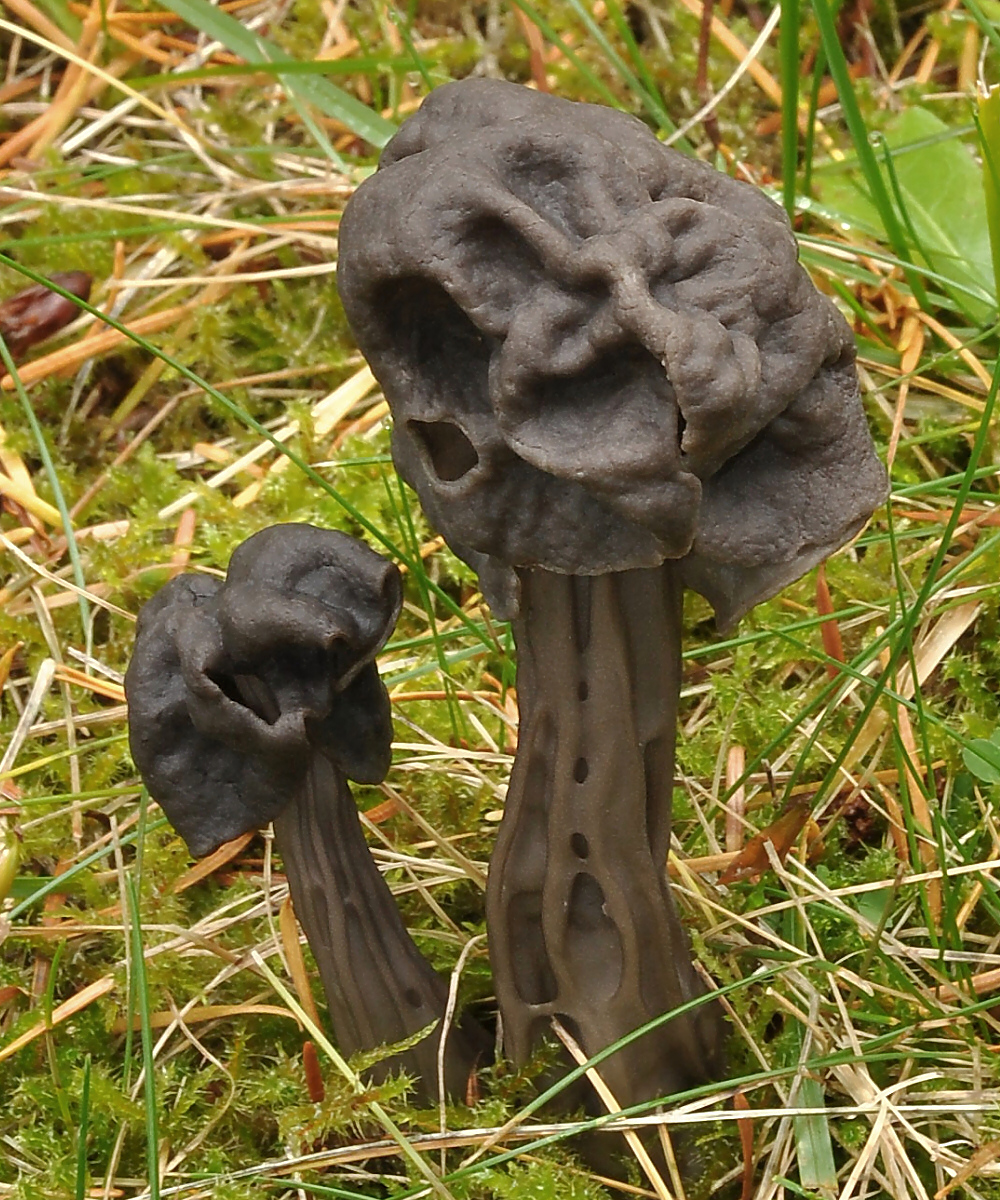
Gruben-Lorchel Helvella lacunosa
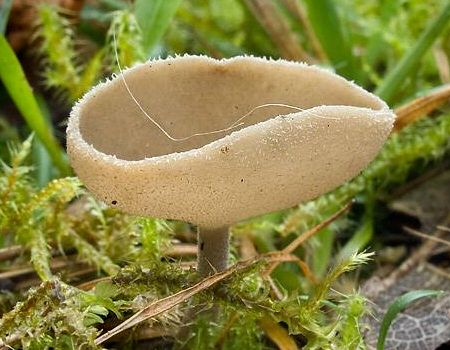
Grauer Langfüßler Helvella macropus

| Lorcheln (Helvella) in Europa |                                                     |                                             |
| \| Deutscher Name \| Wissenschaftlicher Name \| Autorenzitat \| \| ------------------------------------- \| --------------------------------------------------- \| ------------------------------------------- \| \| Hochgerippte Becher-Lorchel \| Helvella acetabulum \| (Linnaeus 1753 : Fries 1822) Quélet 1874 \| \| Weißliche Lorchel \| Helvella albella (beschrieben als Elvela albella) \| Quélet 1896 \| \| Mattschwarze Lorchel \| Helvella alpestris \| Boudier 1895 \| \| Arktische Becher-Lorchel \| Helvella arctalpina (beschrieben als arct-alpina) \| Harmaja 1977 \| \| Schwarze Lorchel \| Helvella atra \| J. König 1770 : Fries 1822 \| \| Böhmische Lorchel \| Helvella branzeziana \| Svrček & J. Moravec 1968 \| \| Milchstielige Lorchel \| Helvella capucina \| Quélet 1877 \| \| Lederige Lorchel \| Helvella corium \| (O. Weberbauer 1873) Massee 1895 \| \| Grauweiße Becher-Lorchel \| Helvella costifera \| Nannfeldt 1953 \| \| Herbst-Lorchel \| Helvella crispa \| (Scopoli 1772 : Fries 1822) Fries 1822 \| \| Napfförmige Lorchel \| Helvella cupuliformis \| Dissing & Nannfeldt 1966 \| \| Schwarze Leder-Lorchel \| Helvella dovrensis \| T. Schumacher 1992 \| \| Elastische Lorchel \| Helvella elastica \| Bulliard 1785 : Fries 1822 \| \| Sattel-Lorchel \| Helvella ephippium \| Léveillé 1841 \| \| Filziger oder Wollfilziger Langfüßler \| Helvella fibrosa \| (Wallroth 1833) Korf 2008 \| \| Dunkelbraune Lorchel \| Helvella fusca \| Gillet 1879 \| \| Kleine Lorchel \| Helvella helvellula \| (Durieu 1849) Dissing 1966 \| \| \| Helvella juniperi \| M. Filippa & Baiano 1999 \| \| Milchweiße Lorchel \| Helvella lactea \| Boudier 1907 \| \| Gruben-Lorchel \| Helvella lacunosa \| Afzelius 1783 : Fries 1822 \| \| Blassgraue Lorchel \| Helvella latispora \| Boudier 1898 \| \| Grauer Langfüßler \| Helvella macropus \| (Persoon 1795 : Fries 1822) P. Karsten 1871 \| \| Becherförmige Lorchel \| Helvella pezizoides \| Afzelius 1783 : Fries 1822 \| \| Ringstielige Lorchel \| Helvella phlebophora \| Patouillard & Doassans 1886 \| \| \| Helvella rivularis \| Dissing & Sivertsen 1980 \| \| Rippenstielige Lorchel \| Helvella solitaria \| P. Karsten 1871 \| \| Braunviolette Lorchel \| Helvella spadicea (beschrieben als Elvela spadicea) \| Schaeffer 1774 \| \| \| Helvella terrestris \| (Velenovský 1934) Landvik 1999 \| |                                                     |                                             |
| Deutscher Name | Wissenschaftlicher Name                             | Autorenzitat                                |
| Hochgerippte Becher-Lorchel | Helvella acetabulum                                 | (Linnaeus 1753 : Fries 1822) Quélet 1874    |
| Weißliche Lorchel | Helvella albella (beschrieben als Elvela albella)   | Quélet 1896                                 |
| Mattschwarze Lorchel | Helvella alpestris                                  | Boudier 1895                                |
| Arktische Becher-Lorchel | Helvella arctalpina (beschrieben als arct-alpina)   | Harmaja 1977                                |
| Schwarze Lorchel | Helvella atra                                       | J. König 1770 : Fries 1822                  |
| Böhmische Lorchel | Helvella branzeziana                                | Svrček & J. Moravec 1968                    |
| Milchstielige Lorchel | Helvella capucina                                   | Quélet 1877                                 |
| Lederige Lorchel | Helvella corium                                     | (O. Weberbauer 1873) Massee 1895            |
| Grauweiße Becher-Lorchel | Helvella costifera                                  | Nannfeldt 1953                              |
| Herbst-Lorchel | Helvella crispa                                     | (Scopoli 1772 : Fries 1822) Fries 1822      |
| Napfförmige Lorchel | Helvella cupuliformis                               | Dissing & Nannfeldt 1966                    |
| Schwarze Leder-Lorchel | Helvella dovrensis                                  | T. Schumacher 1992                          |
| Elastische Lorchel | Helvella elastica                                   | Bulliard 1785 : Fries 1822                  |
| Sattel-Lorchel | Helvella ephippium                                  | Léveillé 1841                               |
| Filziger oder Wollfilziger Langfüßler | Helvella fibrosa                                    | (Wallroth 1833) Korf 2008                   |
| Dunkelbraune Lorchel | Helvella fusca                                      | Gillet 1879                                 |
| Kleine Lorchel | Helvella helvellula                                 | (Durieu 1849) Dissing 1966                  |
| | Helvella juniperi                                   | M. Filippa & Baiano 1999                    |
| Milchweiße Lorchel | Helvella lactea                                     | Boudier 1907                                |
| Gruben-Lorchel | Helvella lacunosa                                   | Afzelius 1783 : Fries 1822                  |
| Blassgraue Lorchel | Helvella latispora                                  | Boudier 1898                                |
| Grauer Langfüßler | Helvella macropus                                   | (Persoon 1795 : Fries 1822) P. Karsten 1871 |
| Becherförmige Lorchel | Helvella pezizoides                                 | Afzelius 1783 : Fries 1822                  |
| Ringstielige Lorchel | Helvella phlebophora                                | Patouillard & Doassans 1886                 |
| | Helvella rivularis                                  | Dissing & Sivertsen 1980                    |
| Rippenstielige Lorchel | Helvella solitaria                                  | P. Karsten 1871                             |
| Braunviolette Lorchel | Helvella spadicea (beschrieben als Elvela spadicea) | Schaeffer 1774                              |
| | Helvella terrestris                                 | (Velenovský 1934) Landvik 1999              |

- Hochgerippte Becher-Lorchel
Helvella acetabulum
- Schwarze Lorchel
Helvella atra
- Sattel-Lorchel
Helvella ephippium
- Gruben-Lorchel
Helvella lacunosa
- Grauer Langfüßler
Helvella macropus

### Ehemalige Arten
Infolge phylogenetischer Untersuchungen wurden die Arten mit Asci, die sich aus einfachen Septen entwickeln, in die Gattung Dissingia überführt. Darunter die Schwarzweiße Becher-Lorchel (Dissingia leucomelaena), die Kleine Becher-Lorchel (Dissingia confusa) und die Länglichsporige Becher-Lorchel (Dissingia oblongispora).
Die Ohrförmige Lorchel wurde in die Gattung Midotis gestellt und heißt jetzt Midotis silvicola.

## Etymologie
Der wissenschaftliche Gattungsname ist von lateinisch helvus = gelb abgeleitet.